# Алмазна біржа Ізраїлю

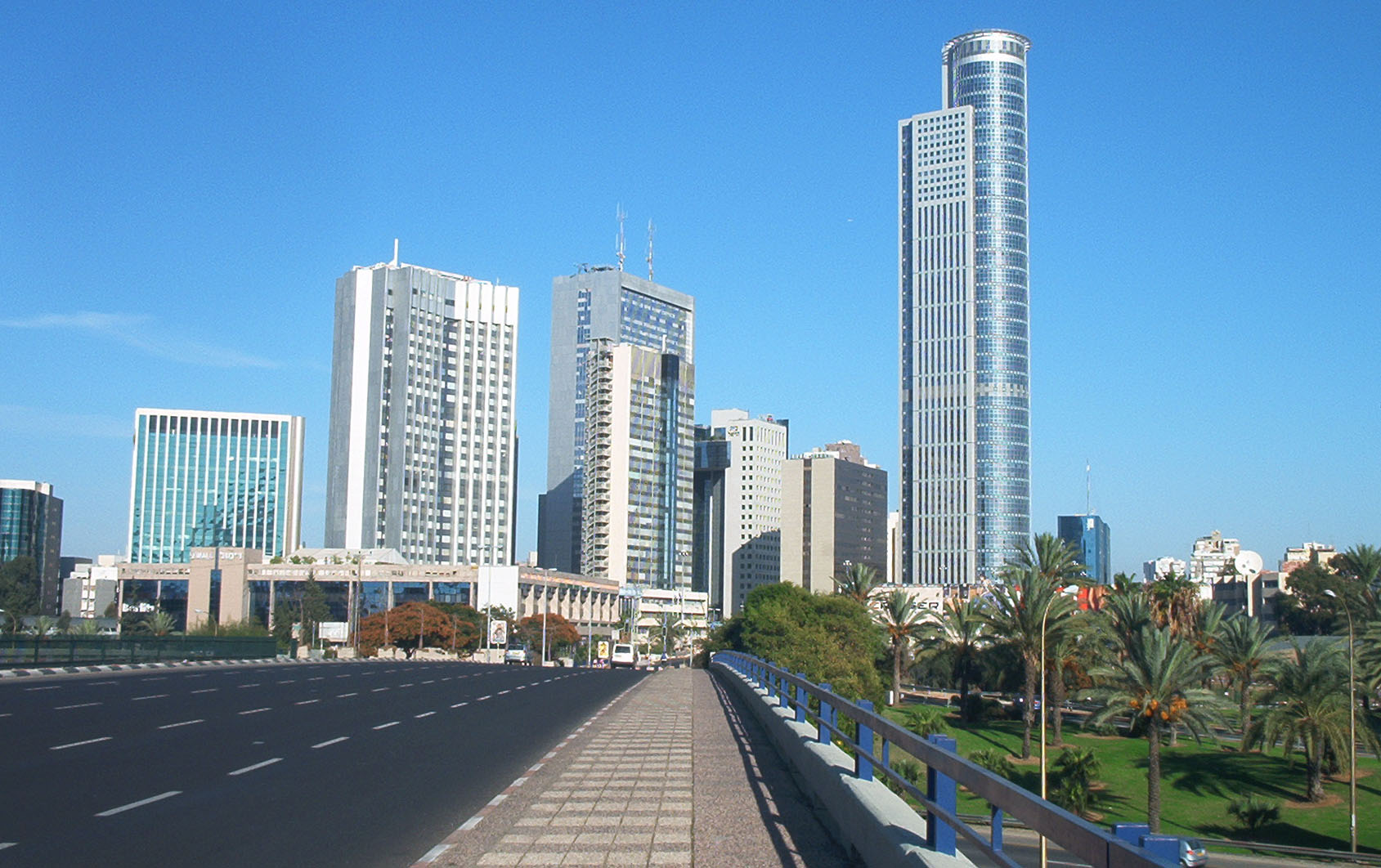
Район Алмазної біржі в Рамат-Гані

Алмазна біржа Ізраїлю (англ. Israel Diamond Exchange) — розташована в Рамат-Гані, недалеко від Тель-Авіва, Ізраїль, є найбільшою в світі алмазної біржею і центром алмазної промисловості Ізраїлю. Біржа є приватною компанією, яка об'єднує близько 3100 членів; Ці діамантери займаються огранюванням і торгівлею алмазами - маркетингом, брокерськими операціями, імпортом і експортом.
Ізраїльська алмазна біржа є найбільшим в світі і найважливішим центром торгівлі алмазами, на який припадає понад 60 відсотків світового обороту. Алмазна промисловість становить близько чверті експорту промислової продукції в Державі Ізраїль.
Біржа працює з комплексу з чотирьох будівель в районі, відомому як Район алмазної біржі; будівлі з'єднані мостами, утворюючи один комплекс, в якому знаходиться найбільша в світі майданчик для торгівлі алмазами; складається з 1000 офісних приміщень, ресторанів, банків, поштових служб і служб доставки посилок.